# Савино (Ступинский район)
Савино — деревня в Ступинском районе Московской области в составе Городского поселения Ступино (до 2006 года входила в Ситне-Щелкановский сельский округ). На 2016 год в Савино 1 улица — Жилевская и 5 садовых товарищества, деревня связана автобусным сообщением со Ступино и соседними населёнными пунктами.

## Население
| 2002 | 2006 | 2010 |
| ---- | ---- | ---- |
| 43   | ↘37  | ↗52  |

Савино расположено на юге центральной части района, на левом берегу реки Ситня, высота центра деревни над уровнем моря — 173 м. Ближайшие населённые пункты: Жилёво — около 0,5 км на северо-восток и Псарёво — около 0,7 км на юго-запад.